# Чернявский, Иван Филиппович
Чернявский Иван Филиппович (1806—1877) — действительный статский советник, начальник судебного отделения Главного управления иррегулярных войск.

## Биография
Из дворян Черниговской губерний, православный. Служил гражданским чиновником по военному ведомству. Воспитывался в духовной семинарии и мужской гимназии г. Новгорода-Северского Черниговской губернии. Однако, за «неимением» аттестатов об окончании курса обучения, принадлежал к 3-му разряду «по воспитанию», как не окончивший курса.
В службу вступил с 24 января (5 февраля) 1822 в ведомство Министерства юстиции, канцеляристом Новгород-Северского уездного суда, не имевшим чина. Был в отставке c 22 ноября (4 декабря) 1824 по 13 (25) января 1825. С 14 (26) марта 1825 пожалован коллежским регистратором при V департаменте Правительствующего Сената. Оставаясь в штате Министерства юстиции, переведён аудитором 14-го класса внутренних гарнизонных батальонов полевого аудиториата 1-й армии, находившихся в ведении Аудиторского департамента Главного штаба Его Императорского Величества. Высочайшим повелением от 25 марта (6 апреля) 1828, последовавшим на представление Аудиторского д-та Главного штаба, по внутренним гарнизонным батальонам, пожалован в аудиторы 12-го класса (губернские секретари), со старшинством с 31 декабря 1827 (12 января 1828). В том же — 1828, пожалован денежным награждением. С 9 (21) июля 1830, в том же чине и в той же должности, из М-ва юстиции переведён в военное ведомство и причислен к штату Аудиторского д-та Главного штаба. Высочайшим повелением от 7 (19) января 1831 произведён, за усердную службу и выслугу узаконенных лет, из аудиторов 12-го класса полевого аудиториата 1-й армии в аудиторы 10-го класса (коллежские секретари), со старшинством с 31 декабря 1830 (12 января 1831), и назначен секретарем и исправляющим должность столоначальника Аудиторского д-та Главного штаба. На 27 ноября (9 декабря) 1832 служил в том же чине и в тех же должностях. В том же чине — коллежского секретаря, с 13 (25) марта 1833 утверждён в должности столоначальника Аудиторского д-та Военного министерства и служил в той должности по 8 (20) июня 1836; с 25 марта (6 апреля) 1834 — титулярный советник. Был в отставке, по прошению, с 18 (30) июня 1836 по 28 января (9 февраля) 1837, без награждения чином. С 28 января (9 февраля) 1837 по 4 (16) июля 1840, в том же чине — титулярного советника, столоначальник в отделении иррегулярных войск Департамента военных поселений Военного министерства. Вновь в отставке, по прошению, с 4 (16) июля 1840 по 1 (13) июня 1842, без награждения чином.
С 1 (13) июня 1842 по 16 (28) ноября 1843, в том же чине — столоначальник во II-м отделении (делопроизводства о численности войск и об их состоянии) Инспекторского департамента Военного министерства. В отпуске с 22 июля по 16 ноября 1843 «для устройства домашних дел», с сохранением, по высочайшему повелению, получаемого им содержания. Не возвращаясь к службе, был в отставке, по прошению, с 16 (28) ноября 1843 по 20 мая (1 июня) 1846, «по домашним обстоятельствам», без награждения чином. В том же чине — титулярного советника, c 12 (24) июля 1846 — столоначальник IV отделения (военно-учебного) Д-та военных поселений Военного министерства. В той должности, ВП от 27 апреля (9 мая) 1847 № 19, по части военных поселений, производится, за выслугу лет, в коллежские асессоры, со старшинством с 12 (24) сентября 1846.
С разрешения военного министра, изъясненного в отношении дежурного генерала Главного штаба, от 9 (21) июля 1851 за № 6035, старшинство в чине коллежского асессора назначено считать со дня выслуги десятилетнего срока в чине титулярного советника, то есть с 25 марта (6 апреля) 1849. По высочайшему повелению, изъясненному в отношении дежурного генерала Главного штаба в Департамент военных поселений, от 26 марта (7 апреля) 1853 № 2686, отдано старшинство в чине коллежского асессора, за исключением бытности в отставках, с 25 марта (6 апреля) 1844. ВП от 10 (22) мая 1853 № 19, по части военных поселений, производится, за выслугу лет, в надворные советники, со старшинством с 25 марта (6 апреля) 1850. Указом Правительствующего сената от 27 апреля (9 мая) 1854 за № 2734, утверждён, по служебным заслугам, с потомством, в дворянстве III ч. ДРК Черниговской губернии. Исправляющий должность начальника III отделения (хозяйства иррегулярных войск) Д-та военных поселений. ВП от 15 (27) апреля 1856 № 16, по части военных поселений, производится, за выслугу лет, в коллежские советники, со старшинством с 25 марта (6 апреля) 1856. ВП от 6 (18) мая 1856 № 20, по части военных поселений, утверждён в той должности. За упразднением Д-та военных поселений, в том же чине — коллежского советника, с 1 (13) января 1858 определён в образовавшееся из того департамента Управление иррегулярных (казачьих) войск Военного министерства, на должность начальника III отделения (межевого и судебного). Управление заведовало делами военного и гражданского устройства всех казачьих войск, а в областях Войска Донского, Кубанской и Терской — и по гражданскому управлению неказачьим населением. Третье отделение осуществляло надзор за правильным и успешным межеванием земель в казачьих войсках и занималось устройством судебной и нотариальной части в этих войсках. ВП от 3 (15) апреля 1860 № 14, по Управлению иррегулярных войск, произведён, за выслугу лет, в статские советники, со старшинством с 25 марта (6 апреля) 1860. Из департамента герольдии Правительствующего сената с 20 июля (1 августа) 1861 выдано статскому советнику И. Ф. Чернявскому и его детям: Ивану, Николаю и Надежде — свидетельство о потомственном дворянстве. По новым штатам и положению от 29 марта (10 апреля) 1867, в том же чине назначен начальником V отделения (судебного) Главного управления иррегулярных войск. В той должности, ВП от 20 апреля (2 мая) 1869 № 18, по военному ведомству, о чинах гражданских, произведён, за отличие по службе, в действительные статские советники. ВП от 1 (13) сентября 1874 № 40, по Военному ведомству, уволен от службы, по прошению, с мундиром, должности присвоенном.
Помещик Новгорода-Северского уезда Черниговской губернии, в котором за ним было наследованное от родителей и родственников спорное родовое имение с крестьянами. После реформы 1861 года земля была не заселена, в связи с отсутствием межевания границ поместья. Был женат. С семьей жил в С.- Петербурге.

## Награды
- З. о. «Беспорочная служба XV» (22.08.1843)
- З. о. «Беспорочная служба ХХ» (22.08.1852)
- З. о. «Беспорочная служба XXV» (22.08.1856)
- Святой Станислав 2 степени, с императорской короной (12/14.10.1859)
- Святая Анна 2 степени (1863)
- Святая Анна 2 степени, с императорской короной (4.04.1865)
- Святой Владимир 4 степени, за 35-летнюю, в классных чинах и должностях, беспорочную службу (пожалован 22.09.1866; указ от 26.11.1866)
- Святой Владимир 3 степени, в воздаяние отлично-усердной службы и особые труды (16.04.1867)
- Святой Станислав 1 степени (28.03.1871)
- З. о. «Беспорочная служба XL» (01.09.1874)
- Бронзовая медаль «В память войны 1853—1856»

В разное время, в награду отлично-усердной службы, неоднократно (пятнадцать раз) получал высочайшие пожалования единовременными денежными наградами; с разрешения начальства, в награду отлично-усердной службы, неоднократно получал пособия на воспитание детей (1851, 1853); за те же отличия, в 1862 награждён полугодовым жалованием.

## Семья
Был женат на Софье Карловне Берг, дочери «майора Шведской службы Берга», лютеранского исповедания.
Дети:
- Сын — Иван Иванович Чернявский (10.12.1831-?), рядовой (солдат) 1-го учебного Карабинерного полка на 1853 г., впоследствии подпоручик. Оставил сыновей-близнецов Константина и Николая (24.03.1857 г.р.)
- Дочь — Надежда Ивановна Чернявская (8.07.1833-16.06.1899, С.-Петербург), в замужестве Соймонова. Вторая супруга коллежского асессора, впоследствии надворного советника (старшинство с 1.11.1864; сенатский указ от 7.10.1865 № 355) Петра Васильевича Соймонова (1810 — 18.07.1887), служившего младшим контролером департамента военных отчетов Государственного контроля. Их дети: Пётр, Мария, близнецы София и Надежда.
- Сын — Николай Иванович Чернявский (6.02.1840-12.09.1871, С.-Петербург), журналист «с испорченной репутацией», публицист и драматург, автор знаменитой комедии «Гражданский брак», имевшей оглушительный успех в столице и провинции. Деятельный сотрудник и редактор многих столичных газет, разработчик вопросов о народном театре и о рабочем классе. Член неформального с.-петербургского кружка так называемых «богемных» литераторов «второго ряда» (А. П. Крутиков, И. А. Кущевский, Д. П. Ломачевский, А. А. Шкляревский, Н. И. Глушицкий и др.), ведущих нищенский и разгульный образ жизни, как следствие их беспробудного пьянства. Неоднократно попадал в неприятные жизненные ситуации, состоял под наблюдением тайной полиции и арестовывался по «нечаевскому» делу[3].

После ранней смерти сына — Николая, действительный статский советник И. Ф. Чернявский выступил в «Петербургской газете», с издателем-редактором которой — И. А. Арсеньевым, был хорошо знаком, с опровержением недостоверных сведений, появившихся в некрологах об его сыне. В частности, он писал: «Сын мой, если бы желал, мог жить при мне и заниматься литературою, не терпя ни в чём нужды; но он, к несчастию его и моему, постоянно окружен был: а) спекуляторами, высасывавшими из его таланта добычу для себя и б) товарищами из недоучек — бездарных писак, не имевших средств к жизни, и кормившихся единственно от литературных и юридических трудов моего сына, а во время тяжелой болезни последнего, оставлявших его в беспомощном положении, но волю Божию»
И. А. Арсеньев, 23 февраля 1871 опубликовав в газете письмо И. Ф. Чернявского, сопроводил заметку своим комментарием: «Мы можем удостоверить, что г. [И. Ф.] Чернявский, неоднократно, в нашем присутствии, уговаривал сына своего отрешиться от той грязной среды, в которой он беспробудно вращался, и возвратиться в родительский дом; но, к сожалению, все убеждения отца не привели ни к чему»